# صلب يسوع

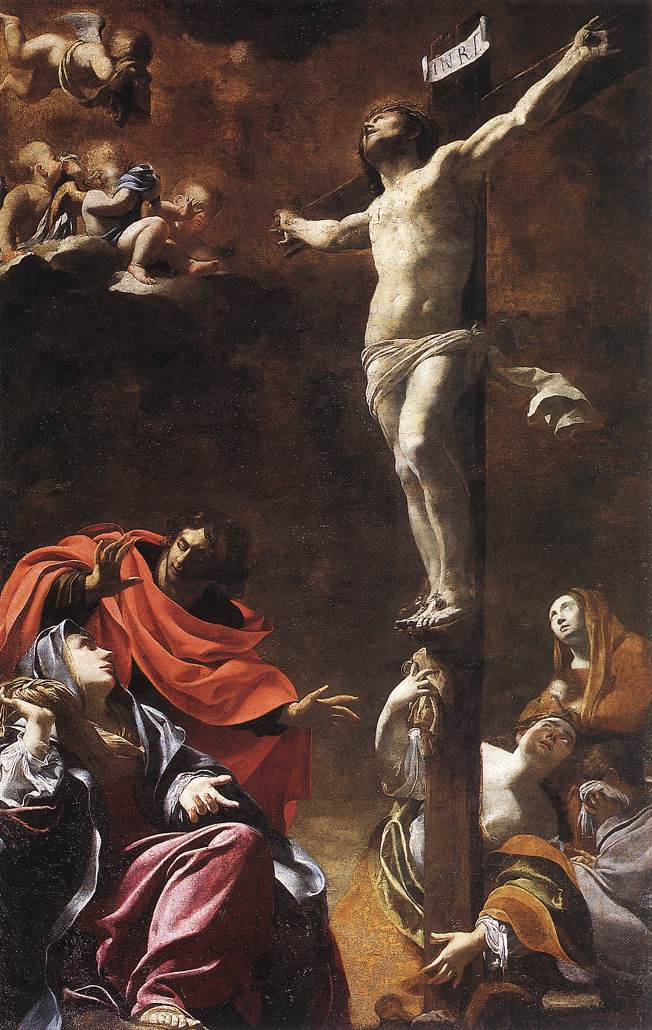
حادثة الصلب (1622) يجسمها سيمون فويت؛ كنيسة يسوع، جنوة.

صلب يسوع هو من أهم الحوادث في حياته وفي تاريخ المسيحية، ويُذكر أنه حدث بين عامي 30 و 33 ميلادي. الصلب أتى بعد أن أُلقيَ القبض على يسوع الذي يؤمن المسيحيون أنه ابن الله والمسيح المخلص، ومن ثم تمت محاكمته، وحُكم عليه من بيلاطس البنطي أن يعاقب بالجلد وأخيرًا أمر بصلبه.
ورد ذكر صلب يسوع في الأناجيل الأربعة، المشار إليها في العهد الجديد، ويشهد على ذلك أيضًا مصادر قديمة أخرى، وبالتالي يعتبر صلب يسوع كحدث تاريخي أكدته مصادر غير مسيحية، رغم عدم وجود توافق في الآراء بشأن تفاصيل دقيقة لما حدث بالضبط.
يُشار إلى الحدث في التقاليد المسيحية باسم آلام ومعاناة يسوع وموته الفدائي على الصليب وهي من الجوانب الرئيسية في اللاهوت المسيحي بشأن عقيدة الخلاص وسر الفداء.

## تأريخ الحدث

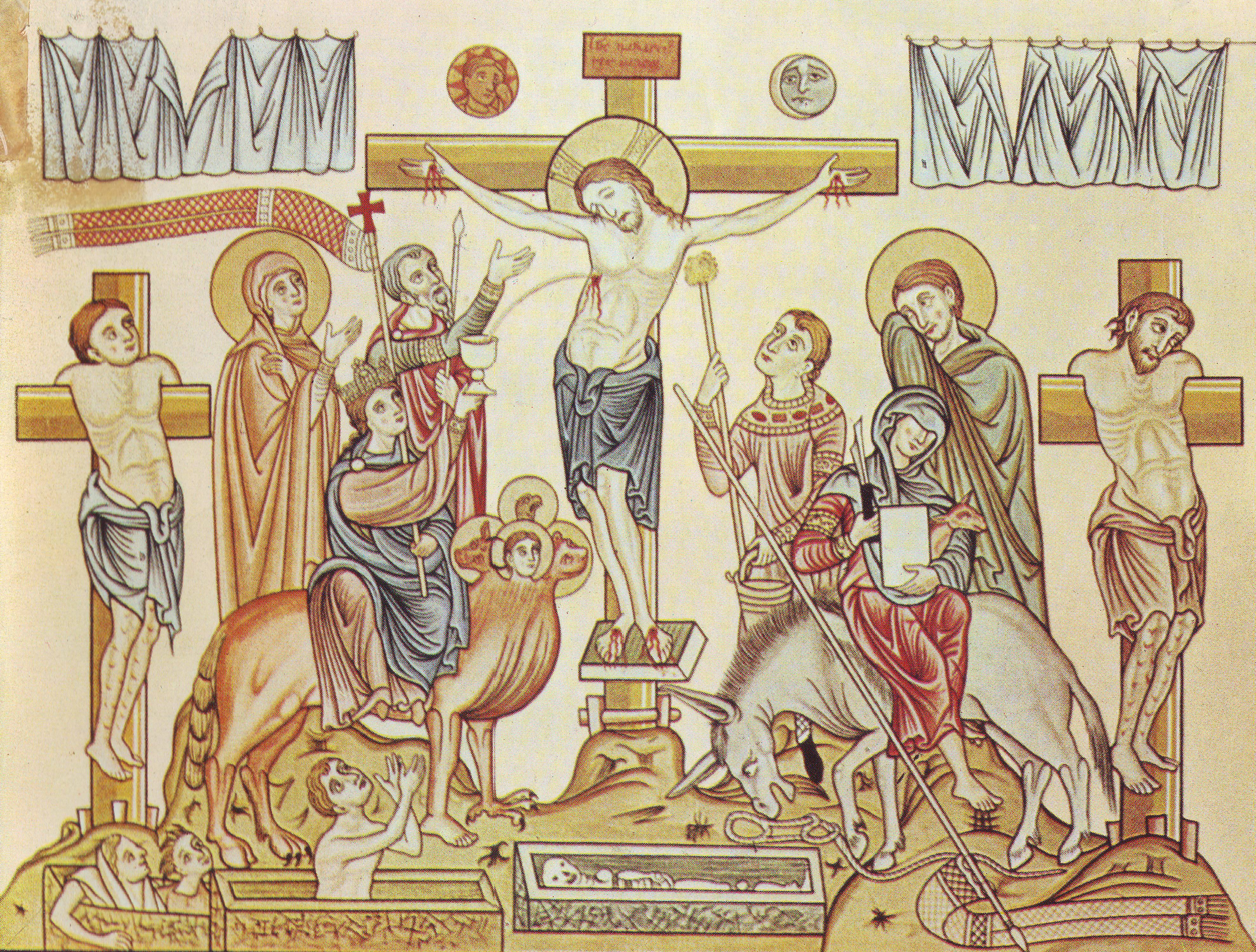
صلب يسوع الناصري لوحة من القرون الوسطى تعود إلى القرن الثاني عشر.

في الدراسات الحديثة تعتبر كل من معمودية يسوع وصلبه حدثين من بعض الحقائق التاريخية عن يسوع. على سبيل المثال، يذكر جيمس دن وهو أحد علماء العهد الجديد البريطانين أن هذينِ الحدثين «حقيقتان في حياة يسوع والتي تحظى بموافقة عالمية تقريبًا» و «رتبة عالية جدًا من اليقين الذي يكاد يكون من المستحيل الشك فيه أو نفيه» وذلك على نطاق الحقائق التاريخية «التي غالبا ما تكون نقاط انطلاق لدراسة يسوع التاريخي». يذكر بارت إيرمان أنّ صلب يسوع قد تم بناء على أوامر من بيلاطس البنطي وهو العنصر الأكثر تأكيدًا. كما يأكد جون دومينيك كروسان أنّ صلب المسيح يُعد حقيقة تاريخيّة كما يجب أن تكون. قال إدي وبويد أنه الآن أصبح «راسخًا» التأكيد الغير المسيحي لصلب يسوع. كما يؤكد كريغ بلومبرغ على أن معظم العلماء في السعي التاريخي الثالث ليسوع قالوا أن حادثة صلب يسوع حقيقة لا جدال فيها. وفقًا لكريستوفر إم توكيت أحد علماء الكتاب المقدس البريطانيين وكاهن في الكنيسة الإنجليكانية قال إنه على الرغم من أن الأسباب الحقيقية لموت يسوع من الصعب تحديدها، فإن واحدة من الحقائق التي لا جدال حولها هو أنه قد صلب.

## سير الأحداث

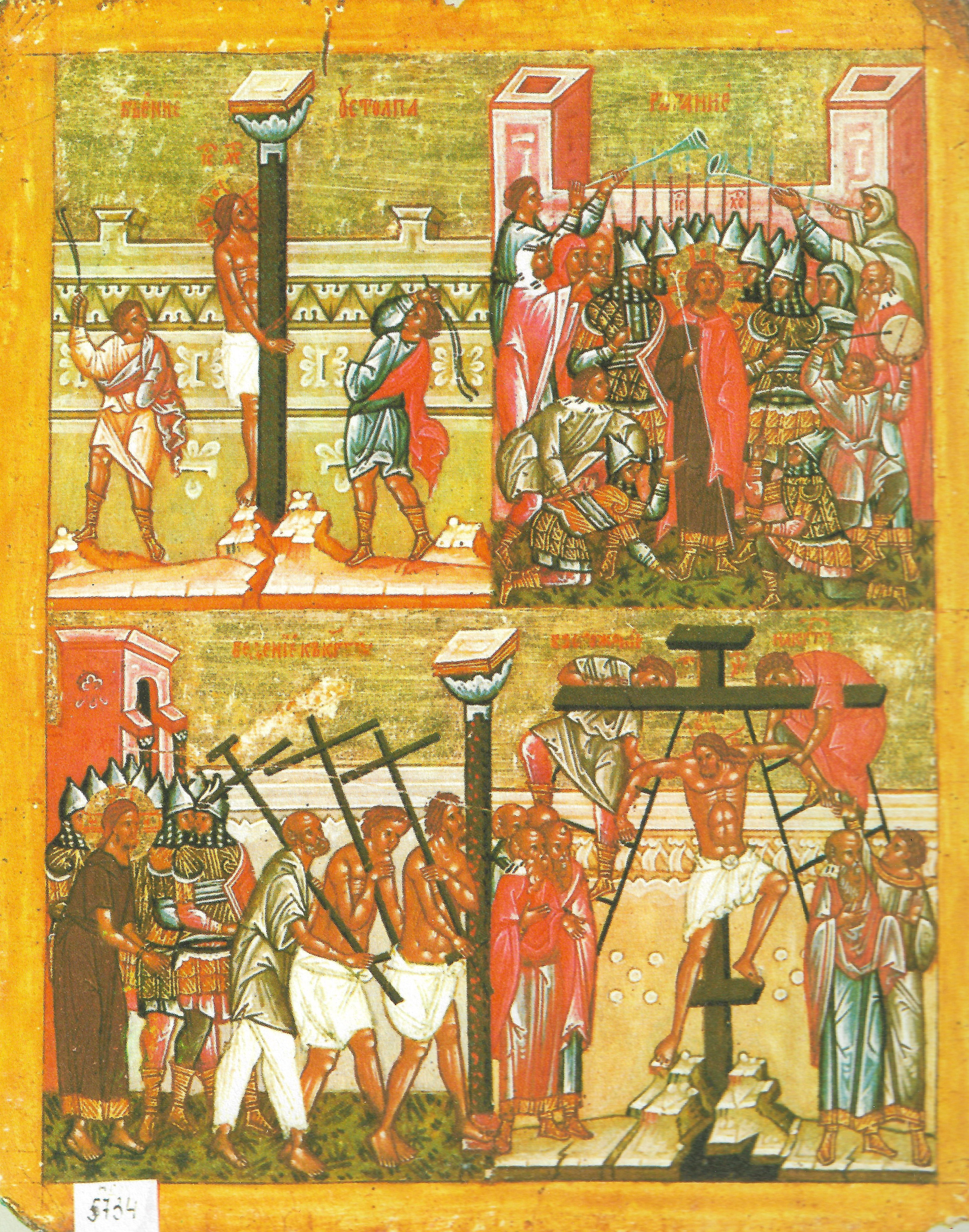
أيقونة آلام المسيح، وهي مركبة من تصور أربعة أحداث:
من الأعلى وإلى اليمين: القبض على يسوع على جبل الزيتون
من الأعلى وإلى اليسار: جلد يسوع
من الأسفل وإلى اليمين: حمل الصليب
من الأسفل وإلى اليمين: الصلب

### الجلد
كان في عادة الرومان أن يجلدوا المحكومين عليهم قبلًا، وبحسب مؤرخي ذلك الزمان فإن عملية الجلد تتم بتعرية القسم العلوي للشخص مع ربط يديه إلى عمود ثم جلده بسوط ثلاثي، وكثيرًا ما كان المحكومون يموتون خلال عملية الجلد نفسه. ولم يكتف الجند الرومان بجلده، بل جدلوا له تاجًا من شوك، وألبسوه رداء أرجوان كنوع من السخرية بوصفه ملكًا، كما أخذوا بلطمه. والمكان التقليدي لهذه الحوادث هو قلعة أنطونيا، الماثلة آثارها إلى اليوم في القدس.

### درب الجلجثة
خرج يسوع حاملًا صليبه عبر طرق القدس، لكنه عجز عن المتابعة فسخر له الجند سمعان القيرواني لحمل الصليب، والراجح أن سمعان قد اعتنق المسيحية وأبناءه وأصبح ذا شأن في الكنيسة المبكرة، إذ ذكر في الرسالة إلى روما. وقد تبع يسوع حسب رواية إنجيل لوقا: جمع كبير من الشعب والنساء كن يُولْولنَ ويندبنه. فالتفت إليهن يسوع وقال: "يا بنات أورشليم لا تبكين علي بل ابكين على أنفسكن وأولادكنّ. فإن كانوا قد فعلوا هذا بالغصن الأخضر فماذا يجري لليابس؟".لوقا 23/27-31،28] وأخيرًا وصلوا إلى تلة تدعى «الجمجمة» وبالعبرية «الجلجثة» ومعناها العارية، وهناك صلبوه وصلبوا معه رجلين واحدًا من كل جانب ويسوع في الوسط.يوحنا 19/19] وبعد أن صلبوه تقاسم الجند ثيابه واقترعوا على ثوبه، أما يسوع فكانت أولى كلماته على الصليب كما يدونها إنجيل لوقا: "يا أبت اغفر لهم لأنهم لا يدرون ماذا يفعلون".لوقا 23/34] وبحسب الأناجيل الإزائية فإن أغلب الجمع الحاضر والمارة أخذوا يشتمونه ويعيرونه بما قاله أو صنعه سابقًا: "خلصّ غيره أما نفسه فلا يقدر أن يخلصها".متى 27/42]

### على الصليب
يقول المؤرخ ويل ديورانت مؤلف سلسلة قصة الحضارة، نقلًا عن الخطيب الروماني شيشرون أن الصلب يعتبر أقسى طرق الموت الرومانية وأكثرها ابتكارًا، فبعد أن يجلد المحكوم عليه يتحول إلى كتلة لحم متوهجة ثم يثبت على الصليب بمسامير في اليدين والرجلين ويترك على هذه الحالة حتى يموت؛ وربما تعفن جسده أو قامت الحشرات والطيور بالاستيطان به، وقد كان الجنود عادة يقومون بتقديم الخل للمحكومين، وهو نوع خمر رخيص، حتى يسكر المحكوم فيخفف ذلك من آلامه، هذا ما يتفق مع الأناجيل الأربعة التي تذكر أنه عندما قُدم الخل ليسوع، رفض أن يشربه، وذلك لأنه أراد أن يتحمل الألم، فوفق العقائد المسيحية، بآلامه رفع يسوع خطايا العالم.

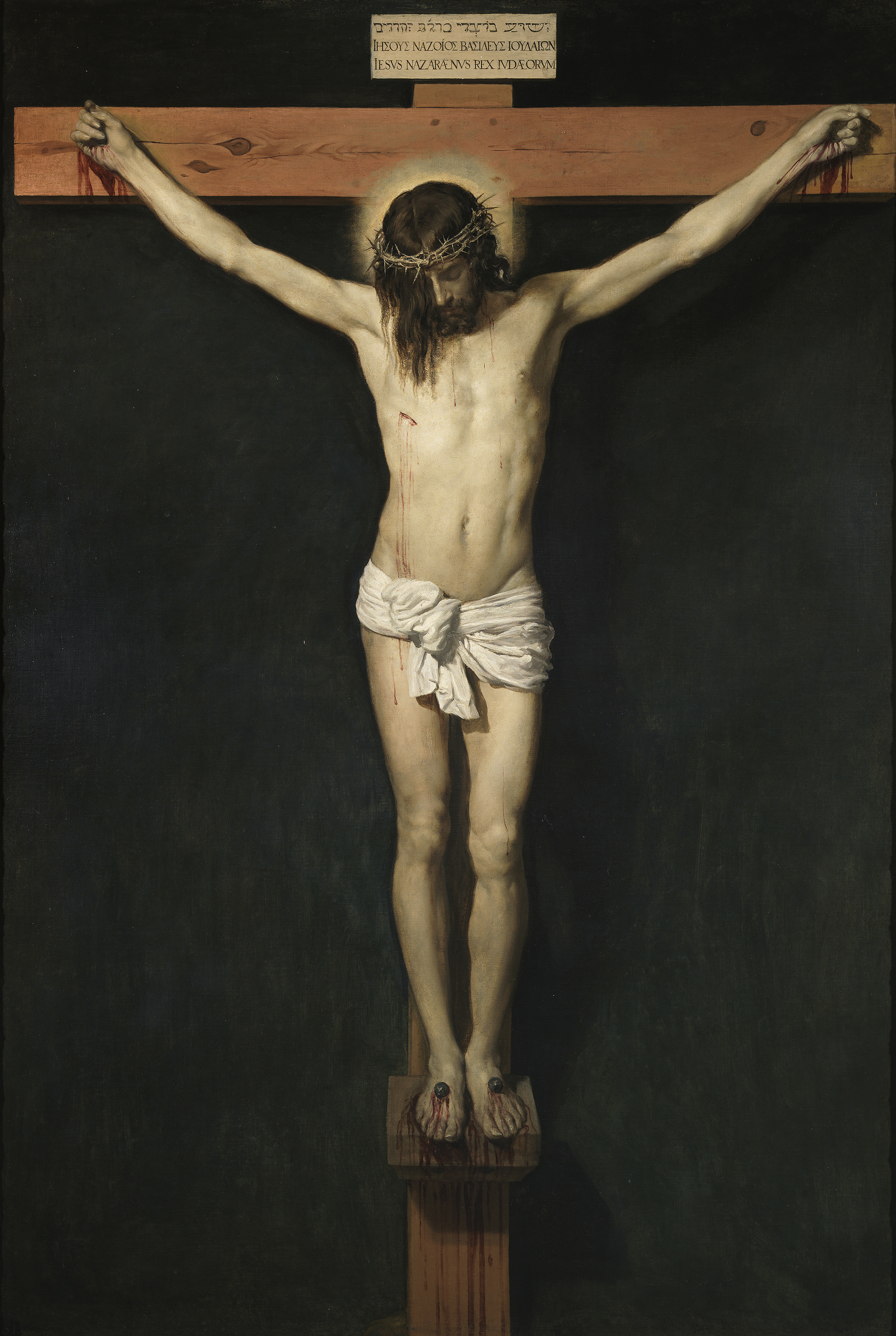
أيقونة «المسيح المصلوب»، ويشير الشعر المنسدل على نصف وجه يسوع، إلى طبيعته الإلهية التي لم تتأثر بالموت حسب العقائد المسيحية. بريشة فيلزاكيز 1603.

موت المصلوب يتم بسبب الاختناق، حيث وبنتيجة الضغط المستمر على الحجاب الحاجز وعظم الرجلين، يعجز الجسم عن تحمل هذا الضغط بعد فترة معينة، فيموت واختناقًا، وغالبًا ما كان الجند يكسرون ساقي المصلوبين للتسريع في عملية الموت. وقد تنبأ أشعياء أن المسيح عندما يأتي سيلاقي آلامًا جمّة:
| صلب يسوع | لكن أحزاننا حملها، وأوجاعنا تحملها؛ ونحن حسبناه مصابًا مضروبًا من الله ومذلولًا. وهو مجروح لأجل معاصينا ومسحوق لأجل آثامنا، وبجبره شفينا. كلنا كغنم ضللنا، مال كل واحد إلى طريقه، والربّ وضع عليه إثم جميعنا. ظلم، أما هو فتذلل ولم يفتح فاه! كشاة تساق إلى الذبح وكشاة صامتة أمام جازيها لم يفتح فاه! سكب للموت نفسه، وأحصي مع الأثمة وهو حمل خطيئة كثيرين وشفع في المذنبين. | صلب يسوع |

وينفرد إنجيل لوقا بذكر محادثة بين يسوع والمصلوبين معه، إذ قال لصّ اليسار: "ألست أنت المسيح؟ إذن خلّص نفسك وخلصنا".لوقا 23/40] لكن لصّ اليمين ردّ عليه: "أما نحن فعقوبتنا عادلة، لأننا ننال جزاء عادلًا لما فعلنا. وأما هذا الإنسان لم يفعل شيئًا في غير محله".لوقا 23/41] ثم طلب من يسوع أن يذكره في ملكوت السموات فقال له يسوع: "الحق أقول لك، اليوم ستكون معي في الفردوس".لوقا 23/42] ويذكر إنجيل يوحنا أن مريم العذراء وكذلك شقيقتها التي ينقل التقليد أنها سالومة ومريم زوجة كلوبا ومريم المجدلية إضافة إلى يوحنا بن زبدي كانوا واقفين تحت صليب يسوع، وقد طلب يسوع من يوحنا أن يرعى والدته قائلًا له: هذه أمك. ومنذ ذلك الحين أخذها التلميذ إلى بيته.يوحنا 19/27] وتذكر الأناجيل الإزائية صراحة وجود سالومة ومريم أم يعقوب.

### الموت
وبعد ثلاث ساعات من النزاع على الصليب، وفق الأنجيل، صرخ يسوع قائلًا: "يا أبت في يديك أستودع روحي".لوقا 23/46] وهي آية مأخوذة من المزمور الخامس والثلاثين وحسب إنجيل يوحنا طلب يسوع أن يشرب، فلما ذاق الخل قال «قد أُكمِل» وذلك إتمامًا لنبؤة أخرى من المزمور الثاني والعشرين: في عطشي يسقونني خلًا. وعند ذلك: نكس رأسه وأسلم الروح.يوحنا 19/30]
ترافق موت يسوع مع حوادث خارقة في الطبيعة على ما تذكره الأناجيل، فقد أظلمت الأرض واحتجبت الشمس تحقيقًا لنبؤة عاموس: ويكون في ذلك اليوم، يقول السيّد الرب، أني أحجب الشمس في الظهر وأقتم الأرض في يوم نور.عاموس 8/4] وانشق الستار الفاصل بين قدس الأقداس في الهيكل وقسم العامة، ما يدل رمزيًا إلى انتهاء الحاجز بين الله والناس، وفق علم اللاهوت. كما تزلزت الأرض وقامت أجساد بعض الموتى، وبنتيجة هذه الحوادث أشهر قائد المئة الذي يتولى حراسة يسوع إيمانه به.
كان بيلاطس البنطي قد أمر أن تكسر أرجل المصلوبين تسريعًا لموتهم، وذلك حتى لا تبقى جثثهم معلقة في سبت الفصح العظيم حسب الشريعة اليهودية، كون ذلك يشكل انتهاكًا لحرمة السبت وفق الشريعة،يوحنا 19/31] لكن الجند لم يكسروا ساقي يسوع لكونه قد مات، وعدم كسر العظام هو من شروط حمل الفصح المنصوص عنها في سفر العدد ويسوع حسب العقائد المسيحية، قد تحوّل إلى حمل الفصح ولمرة واحدة للأبد. واستعاض الجند عن ذلك، للتأكد من موته، بطعنه، فخرج الدم والماء، وربما كان الماء الخارج المذكور في إنجيل يوحنا كما يقترح عدد من الباحثين ومفسري الكتاب المقدس، هو مصل الدم، فتأكد بذلك الجند من وفاته. ويعتقد المسيحيون أن ذلك إنما تم تحقيقًا لنبؤة زكريا بن برخيا: "سينظرون إلى ذلك الذي طعنوه".يوحنا 19/37]

## في الأديان الأخرى
في الإسلام 
يؤمن المسلمون أن عيسى بن مريم لم يُصلَب بينما صُلب شبيه له لأن أحد تلاميذ المسيح أخبر اليهود بموقعه فشبهه الله بصوره المسيح، وأن الله رفع عيسى بن مريم إليه إلى أن يحين الوقت الذي يبعثه الله ثانيا إلى الأرض ليقتل المسيح الدجال عند قرب يوم القيامة ثم يموت ليبعث حيا يوم القيامة. وقد ورد ذلك صريحًا في القرآن حيث ورد فيه: ﴿ وَقَوْلِهِمْ إِنَّا قَتَلْنَا الْمَسِيحَ عِيسَى ابْنَ مَرْيَمَ رَسُولَ اللَّهِ وَمَا قَتَلُوهُ وَمَا صَلَبُوهُ وَلَكِنْ شُبِّهَ لَهُمْ وَإِنَّ الَّذِينَ اخْتَلَفُوا فِيهِ لَفِي شَكٍّ مِنْهُ مَا لَهُمْ بِهِ مِنْ عِلْمٍ إِلَّا اتِّبَاعَ الظَّنِّ وَمَا قَتَلُوهُ يَقِينًا (157)بَلْ رَفَعَهُ اللَّهُ إِلَيْهِ وَكَانَ اللَّهُ عَزِيزًا حَكِيمًا (158)﴾ (سورة النساء:157-158).
ويرى البعض من غير المسلمين أن الآية 33 من سورة مريم: «وَالسَّلامُ عَلَيَّ يَوْمَ وُلِدتُّ وَيَوْمَ أَمُوتُ وَيَوْمَ أُبْعَثُ حَيًّا»، والآية 55 من سورة آل عمران: «إِذْ قَالَ اللَّهُ يَا عِيسَى إِنِّي مُتَوَفِّيكَ وَرَافِعُكَ إِلَيَّ وَمُطَهِّرُكَ مِنَ الَّذِينَ كَفَرُواْ..». والآية 117 من سورة المائدة: «مَا قُلْتُ لَهُمْ إِلاَّ مَا أَمَرْتَنِي بِهِ أَنِ اعْبُدُواْ اللَّهَ رَبِّي وَرَبَّكُمْ وَكُنتُ عَلَيْهِمْ شَهِيدًا مَّا دُمْتُ فِيهِمْ فَلَمَّا تَوَفَّيْتَنِي كُنتَ أَنتَ الرَّقِيبَ عَلَيْهِمْ وَأَنتَ عَلَى كُلِّ شَيْءٍ شَهِيدٌ»، تدل على أن المسيح صلب ومات ومن ثم بعث حيًا من جديد. إلا أن بعض المفسرين المسلمين يرون بأن المقصود هو أن الله رفعه إليه حيًّا، وأنه سيموت بعد نزوله ثانية إلى الأرض وهذا هو المقصود في الآية (ويوم أموت) وكلمة (مُتَوَفِّيكَ) هنا لا تعني الموت، بل تعني (آخذك وافيا بروحك وبدنك)، ويذكرون دليلا آخر على ذلك ما ورد في سورة الأنعام، الآية 60: «وَهُوَ الَّذِي يَتَوَفَّاكُم بِاللَّيْلِ وَيَعْلَمُ مَا جَرَحْتُم بِالنَّهَارِ ثُمَّ يَبْعَثُكُمْ فِيهِ لِيُقْضَى أَجَلٌ مُّسَمًّى ثُمَّ إِلَيْهِ مَرْجِعُكُمْ ثُمَّ يُنَبِّئُكُم بِمَا كُنتُمْ تَعْمَلُونَ»، وهنا (يتوفاكم) تعني (ينيمكم).

## معرض الصور

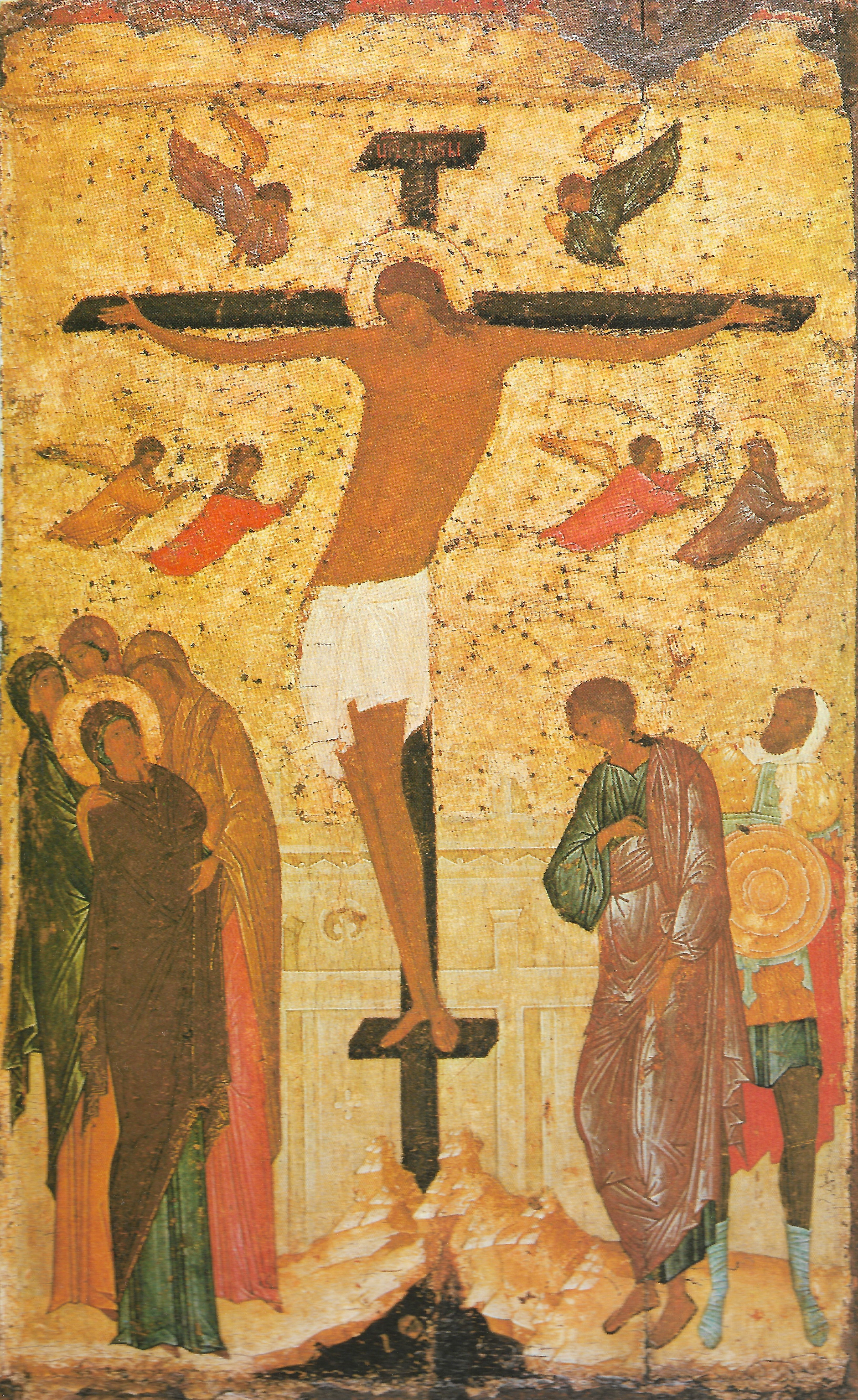
أيقونة صلب يسوع لديونيسيوس
رسم يمثل إنزال يسوع عن الصليب
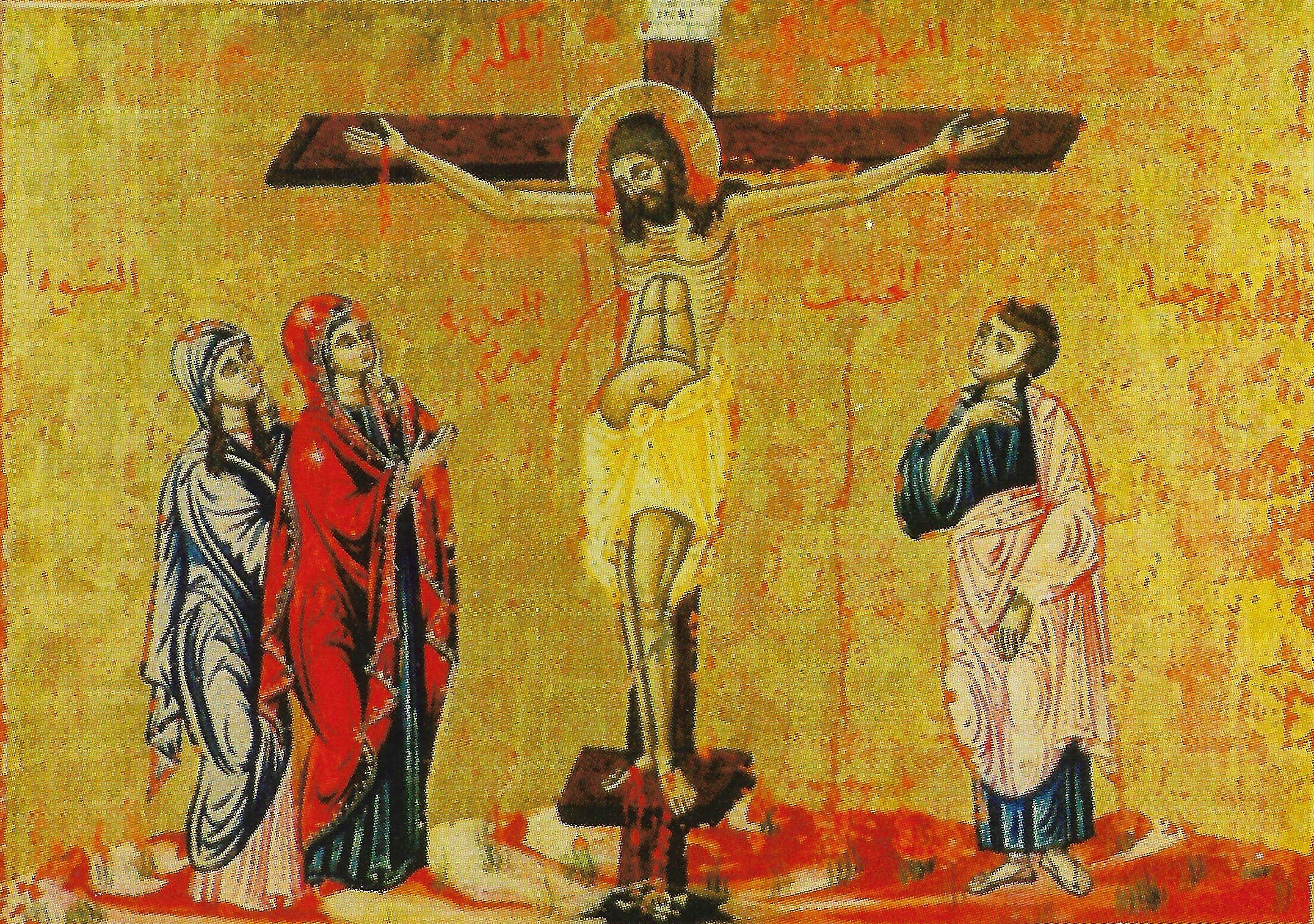
أيقونة الصلب من القرن الثامن عشر الميلادي دير مار سركيس وباخوس في معلولا
فسيفساء لصلب المسيح في دير القديس لوقا في اليونان